# 野間口徹
野間口 徹（のまぐち とおる、1973年10月11日 - ）は、日本の俳優。福岡県北九州市八幡西区出身、ダックスープ所属。

## 略歴
福岡県立北筑高等学校卒業。「将来は教師になろうか」と漠然と考えていたが、信州大学農学部在学中に、演劇サークルで芝居も会話も上手い先輩に出会ったことで演劇活動を開始。1999年、嶋村太一、竹井亮介とともにコントユニット「親族代表」を結成し、年に1 - 2回の公演を行う。舞台での活動を続けながら、30歳までにメディアの仕事が入らなければ辞めようと考えていたが、29歳でCMの仕事が入り始め、2007年、34歳の時にフジテレビ系のテレビドラマ『SP 警視庁警備部警護課第四係』で主演の岡田准一をストーカーのように監視する公安の田中一郎役でレギュラー出演してからは次々と仕事が入るようになる。それまでは俳優業だけでは食べていけなかったため、タクシー会社で無線をとるアルバイトもしていたが、翌年、「もうアルバイトをしなくても大丈夫」と妻から言われ辞めたという。
脇役としての出演が多く、「一度は顔を見たことがあるのに名前は出てこない俳優」と言われることもあるが、本人は主役よりバイプレーヤーの方が性に合っており、主役を輝かせる立場で演技をする脇役こそ、生きがいを感じると話している。

## 人物
34歳まで俳優の仕事だけで生活できず、一時期は満足に食事を取れないほど貯金がなかった。仕事がなかった頃に所持金が7000円になり、その内の5000円で買った馬券が万馬券となり、そのあたりをきっかけに競馬にはまった。
既婚で3児の父。特技は水泳。料理も得意で、NHK『きょうの料理』で講師を務めたこともある。

## 出演

### テレビドラマ

#### NHK
- 勉強していたい!（2007年8月 - 9月、NHK） - 下田洋三 役
- 星新一ショートショート 19『思わぬ効果』（2008年9月22日、NHK）
- 福家警部補の挨拶〜オッカムの剃刀〜（2009年1月2日、NHK総合）
- Q.E.D. 証明終了（2009年1月 - 3月、NHK） - 鎌田公男先生 役
- 連続テレビ小説（NHK）
  - ゲゲゲの女房（2010年5月25日、NHK） - 引越し業者 役
  - おひさま（2011年8月9日 - ） - 竹内 役
  - 梅ちゃん先生（2012年9月24日・25日） - 帝都大学病院医師 役
  - あまちゃん（2013年5月7日 - 10日） - 池田一平 役
  - とと姉ちゃん（2016年8月31日 - ） - 村山健太郎 役
  - エール（2020年5月8日 -） - 梶取保 役
- 天使のわけまえ 第2話（2010年7月13日、NHK） - 教師 役
- 桂ちづる診察日録 第11・12話（2010年11月27日・12月11日、NHK） - 加賀屋 役
- 土曜ドラマ「TAROの塔」第2話（2011年3月5日、NHK）
- ラストマネー -愛の値段- 第2話（2011年9月20日、NHK） - 山岡真一 役
- そこをなんとか 第4話（2012年11月11日、NHK BSプレミアム） - 勅使河原修 役
- 実験刑事トトリ 第4話（2012年11月24日、NHK） - 柳沢聡介 役
- 大河ドラマ（NHK）
  - 平清盛（2012年） - 藤原惟方 役
  - どうする家康（2023年） - 鵜殿長照 役[16]
- 高梨さん（2013年4月 - 8月、NHKワンセグ2・NHK Eテレ） - 内野 役
- 七つの会議（2013年7月13日 - 8月3日、NHK総合） - 加茂田久司 役
- クリスマスドラマ 天使とジャンプ（2013年12月24日・25日、NHK） - 山口マネージャー 役
- おふこうさん 第5話（2014年2月4日、NHK BSプレミアム） - 富田和夫 役
- 下町ボブスレー 第1話（2014年3月1日、NHK BSプレミアム）
- 途中下車（2014年12月25日、NHK総合） - 医師 役
- アイアングランマ 第1話（2015年1月10日、NHK BSプレミアム） - 教育省の役人 役
- ジャンクション39 〜男たち、恋に迷走中！〜 （2015年2月11日、NHK BSプレミアム） - 松平敏彦 役
- 美女と男子 第1話（2015年4月14日、NHK総合）
- 洞窟おじさん（2015年7月20日、NHK BSプレミアム） - 長嶋功 役
  - 洞窟おじさん 完全版（2015年10月1日 - 22日、NHK BSプレミアム）
- NHK正月時代劇「吉原裏同心 〜新春吉原の大火〜」（2016年1月3日、NHK） - 近江屋庄右衛門 役
- 夏目漱石の妻 第1話（2016年9月23日、NHK） - 長谷川貞一郎 役
- スニッファー 嗅覚捜査官（2016年10月22日 - 12月3日、NHK） - 上辺一郎 役
  - スニッファー 嗅覚捜査官スペシャル（2018年3月21日、NHK） - 上辺一郎 役
- スペシャルコント 志村けん in 探偵佐平60歳（2018年1月2日、NHK総合）
- 弟の夫（2018年3月4日 - 18日、NHK BSプレミアム） - カトやん 役[9]
- コズミックフロント「アマチュア天文学の父 山本一清」（2022年7月14日、NHK BSプレミアム） - 山本一清 役
- 星新一の不思議な不思議な短編ドラマ 「処刑」前編（2022年8月9日、NHK BSプレミアム）
- 特集ドラマ（NHK）
  - ももさんと7人のパパゲーノ（2022年8月20日、NHK総合） - りょうぱぱ 役[17]
  - ガラパゴス（2023年2月6日・13日、NHK BSプレミアム・BS4K） - 宮崎晴夫 役[18]
- 崖っぷちの淵子!（2018年8月25日、NHK総合） - 中本公平 役
- 学校へ行けなかった私が「あの花」「ここさけ」を書くまで（2018年9月1日、NHK BSプレミアム） - 星野 役[19]
- もやモ屋 パイロット版「サヨナラのプレゼント」（2018年10月27日、NHK Eテレ） - ナビゲーター 役
- 母、帰る〜AIの遺言〜（2019年1月5日、NHK総合） - 君塚恭敬 役[20]
- ミス・ジコチョー〜天才・天ノ教授の調査ファイル〜 第4・5話（2019年11月8日・11月15日、NHK総合） - 仙石 役
- ハムラアキラ 〜世界で最も不運な探偵〜 第4話（2020年2月14日、NHK総合） - 濃紺の男 役
- となりのマサラ（2020年2月28日、NHK福岡） - 祐一 役[21]
- 就活生日記2（2021年1月11日 - 2月1日、NHK総合） - 川村幸彦 役
- ごちそう〜うなぎ編〜（2021年2月7日、NHK BS8K）[22]
- テレビとはあついものなり〜放送70年TV創世記〜（2023年3月21日、NHK総合） - 小峯 役[23]
- 犬神家の一族（2023年4月22日・29日、NHK BSプレミアム・BS4K） - 大山泰輔 役[24]
- 藤子・F・不二雄 SF短編ドラマ『イヤなイヤなイヤな奴』（2023年6月11日、NHK BSプレミアム・BS4K） - キヤマ 役[25]
- 正直不動産2 最終話（2024年3月12日、NHK総合・BSプレミアム4K） - 狭山純一 役[26]
- VRおじさんの初恋（2024年4月1日 - 5月23日、NHK総合） - 主演・遠藤直樹 役[27][28]

#### 日本テレビ系
- 火曜サスペンス劇場「通いの天使 介護ヘルパー・田野倉滋子」（2004年5月11日、日本テレビ）
- ダーティ・ママ!（2012年1月 - 3月、日本テレビ） - 赤石平助 役
- たぶらかし-代行女優業・マキ- 第4話（2012年4月26日、読売テレビ） - 石川吾朗 役
- 金曜ロードSHOW!「特別ドラマ企画 家族、貸します 〜ファミリー・コンプレックス〜」（2012年7月27日、日本テレビ） - 大隈陸 役
- トッカン 特別国税徴収官 第9話（2012年9月12日、日本テレビ） - 唐川成吉 役
- でたらめヒーロー 第4話（2013年4月25日、読売テレビ） - 北条慎 役
- 戦力外捜査官（2014年1月11日 - 3月15日、日本テレビ） - 北里亮介 役
  - 戦力外捜査官 SPECIAL（2015年3月21日、日本テレビ）
- 平成舞祭組男（2014年10月 - 2015年1月、日本テレビ） - 芹沢公彦 役
- エンジェル・ハート 第1話（2015年10月11日、日本テレビ） - 鈴木研吾 役
- 臨床犯罪学者 火村英生の推理 第9話（2016年3月13日、日本テレビ） - 嵯峨信人 役
- お迎えデス。（2016年4月 - 6月、日本テレビ） - シノザキ 役[29]
- サバイバル・ウェディング（2018年7月14日 - 9月22日、日本テレビ） - 永瀬義徳 役
- ドロ刑 -警視庁捜査三課-（2018年10月13日 - 12月15日、日本テレビ） - 細面隆一 役[30]
- あなたの番です（2019年4月 - 9月、日本テレビ） - 細川朝男 役[31]
  - 劇場版公開記念!「あなたの番です」完全新撮スペシャル!（2021年12月10日、日本テレビ） - 細川朝男 役
- ZIP!朝ドラマ（日本テレビ）
  - 生田家の朝 第14話（2019年10月18日） - 生田悟（40年後） 役
  - クレッシェンドで進め（2022年10月17日 - 12月16日） - 樫慎太郎 役[32]
- DASADA（2020年1月16日 - 3月19日、日本テレビ） - 丑岡 役
- 親バカ青春白書（2020年8月2日 - 9月13日、日本テレビ） - 大村教授 役[33]
- でっけぇ風呂場で待ってます（2021年1月25日 - 4月6日、日本テレビ） - 端本ケンイチ 役[34]
- ネメシス 第5話（2021年5月9日、日本テレビ） - 天久一魚 役[35]
- ノンレムの窓「解約ゲーム」（2022年4月5日、日本テレビ） - 主演・谷尻 役[36]
- 悪女（わる）〜働くのがカッコ悪いなんて誰が言った?〜 第5話 - 第7話（2022年5月11日 - 25日、日本テレビ） - 神山伝弥 役[37]
- ブラッシュアップライフ 第3話・第5話・第7話・第9話（2023年1月22日・2月5日・19日・3月5日、日本テレビ） - 宮岡徹 役
- それってパクリじゃないですか?（2023年4月12日 - 6月14日、日本テレビ） - 熊井崇 役[38]
- 彼女たちの犯罪（2023年7月20日 - 9月22日、読売テレビ） - 上原武治 役[39]
- 侵入者たちの晩餐（2024年1月3日、日本テレビ） - 刑事 役[40]
- 降り積もれ孤独な死よ（2024年7月7日 - 9月8日、読売テレビ・日本テレビ） - 川相総一 役[41]
- 筋トレサラリーマン 中山筋太郎〜メリークリスマッスル編〜（2024年12月19日、読売テレビ・日本テレビ） - 重森マネージャー 役[42]
- ホットスポット 第1話・第8話（2025年1月12日・3月2日、日本テレビ） - 高橋恭介 役[43][44]

#### テレビ朝日系
- 金曜ナイトドラマ「時効警察」第8話（2006年3月3日、テレビ朝日） - 大学助手 役
- ホンボシ〜心理特捜事件簿〜 第1話（2011年1月20日、テレビ朝日） - 浦辺誠二 役
- ジウ 警視庁特殊犯捜査係 第2話（2011年8月5日、テレビ朝日） - 遠山警部補 役
- 警視庁捜査一課9係 season7 第6話（2012年8月8日、テレビ朝日） - 田辺学 役
- みをつくし料理帖（2012年9月22日、テレビ朝日） - 鰹節問屋の手代 役
- お天気お姉さん（2013年4月12日 - 6月7日、テレビ朝日） - 染谷誠二 役
- 土曜ワイド劇場（テレビ朝日）
  - スペシャリスト（2013年5月18日） - 本郷秀一 役
  - 法医学教室の事件ファイル38（2014年10月4日） - 吉野和文 役
- ドクターX〜外科医・大門未知子〜 第2シリーズ（2013年10月17日 - 12月19日、テレビ朝日） - 鶴田匠 役
- BORDER 警視庁捜査一課殺人犯捜査第4係（2014年4月 - 6月、テレビ朝日） - ガーファンクル 役
  - BORDER 贖罪（2017年10月29日、テレビ朝日）
- ゼロの真実〜監察医・松本真央〜 第4話（2014年8月7日、テレビ朝日） - 菅井学人 役
- 仮面ライダードライブ（2014年12月21日、テレビ朝日） - 西堀光也 役
- アイムホーム（2015年4月 - 6月、テレビ朝日） - 岩下昇 役
- エイジハラスメント（2015年7月 - 9月、テレビ朝日）
- ドッキリはドラマのあとで（2015年12月30日、テレビ朝日） - 「ドッキリ屋」主人・ノマグチ（ボス） 役
- 相棒（テレビ朝日） - 北一幸 役
  - season14 第12話「陣川という名の犬」（2016年1月20日）
  - season15 第16話「ギフト」（2017年2月22日）[45]
- グッドパートナー 無敵の弁護士 第2話（2016年4月28日、テレビ朝日） - 小西勝也 役
- 無用庵隠居修行（2017年9月15日、BS朝日・同年12月24日、テレビ朝日）[注 1] - 斉藤与之助 役
- リーガルV〜元弁護士・小鳥遊翔子〜 第7話（2018年11月29日、テレビ朝日） - 高市哲也 役
- 刑事ゼロ 第4話（2019年1月31日、テレビ朝日） - 但馬正樹 役[46]
- 名探偵・明智小五郎（2019年3月30日・3月31日、テレビ朝日） - 熱帯魚店 店主 役
- 時効警察はじめました 第5話（2019年11月15日、テレビ朝日） - 中村 役
- 未解決の女 警視庁文書捜査官 Season2 第2話（2020年8月13日、テレビ朝日） - 真田学 役
- 七人の秘書 第5話（2020年11月19日、テレビ朝日） - 野口直巳 役
- 当確師（2020年12月27日、テレビ朝日） - 碓氷俊哉 役
- DOCTORS〜最強の名医〜 2021新春スペシャル（2021年1月10日、テレビ朝日） - 乾丈太郎 役[47]
- 東京地検の男（2021年3月24日、テレビ朝日） - 倉田昭夫 役[48]
- 漂着者（2021年7月23日 - 9月24日、テレビ朝日） - ローゼン岸本 役
- 和田家の男たち 第5話（2021年11月19日、テレビ朝日） - 片岡直樹 役
- 緊急取調室 特別招集2022 〜8億円のお年玉〜（2022年1月3日、テレビ朝日） - 酒井寅三 役[49]
- ケイジとケンジ、時々ハンジ。 第3話（2023年4月27日、テレビ朝日） - 松久保拓郎 役[50]
- 必殺仕事人（2023年12月29日、テレビ朝日） - 菊村蔦八 役[51]
- マルス-ゼロの革命-（2024年1月23日 - 、テレビ朝日） - 毛利新 役[52]
- 万博の太陽（2024年3月24日、テレビ朝日） - 朝野次郎 役[53]
- 家政夫のミタゾノ 第7シーズン 第5話（2025年2月11日、テレビ朝日） - 坂井守 役[54]
- しあわせな結婚 第4話（2025年8月7日） - 佐久間次郎 役[55]

#### TBSテレビ系
- 日曜劇場「逃亡者 RUNAWAY」（2004年7月 - 9月、TBS）
- ブラッディ・マンデイ（2008年10月 - 12月、TBS） - 石川看守 役
- 松本清張生誕100周年記念ドラマ「火と汐」（2009年12月21日、TBS）
- レジデント〜5人の研修医 第2話（2012年10月25日、TBS） - 神田 役
- あぽやん〜走る国際空港 第8話（2013年3月7日、TBS） - タケモトトモノリ 役
- 終電バイバイ 最終話（2013年3月18日、TBS） - 通行人の男 役
- TAKE FIVE〜俺たちは愛を盗めるか〜 第1話（2013年4月19日、TBS） - 銀行役員 役
- 安堂ロイド〜A.I. knows LOVE?〜 第6話（2013年11月17日、TBS） - 沫嶋晃士 役
- こうのとりのゆりかご〜「赤ちゃんポスト」の6年間と救われた92の命の未来〜（2013年11月25日、TBS） - 保の養父 役
- リアル脱出ゲームTV Xgame（2014年1月3日、TBS） - ベッカム向井 役
  - 連続ドラマ リアル脱出ゲームTV 最終話（2014年6月26日、TBS） - タクシー運転手 役
- ペテロの葬列 第10話（2014年9月8日、TBS） - 清田由樹央 役
- 天皇の料理番 最終話（2015年7月12日、TBS） - GHQ通訳・倉木 役
- 99.9-刑事専門弁護士- 第8話（2016年6月5日、TBS） - 三浦検事 役
- 月曜名作劇場「釣り刑事7」（2016年8月1日、TBS） - 守嶋亮 役
- 下剋上受験（2017年1月13日 - 3月17日、TBS） - 山之内賢太 役
- THE GOOD WIFE / グッドワイフ（2019年1月 - 3月、TBS） - 小宮竹生 役[56]
- 鉄道警察官 捜査ファイル（2020年3月15日、TBS） - 徳田太一 役
- 天国と地獄〜サイコな2人〜（2021年1月17日 - 3月21日、TBS） - 五十嵐公平 役[57]
- 石子と羽男-そんなコトで訴えます?- 第7話（2022年8月26日、TBS） - 東辰久 役
- クジャクのダンス、誰が見た?（2025年1月24日 - ） - 林川安成 役[58]

#### テレビ東京系
- 週刊真木よう子 第9話「蝶々のままで♥」（2008年5月28日） - 外科医 役
- Eネ!「デリパンダ〜おしゃべりデリ坊、東京ド真ん中配達中〜」第9話（2008年8月31日）
- ケータイ捜査官7 第40話（2009年2月11日） - 皆川裕也 役
- Friend-Ship Project 〜キミを助手席に乗せて〜（2010年3月18日 - 31日）
- モテキ 第11・12話（2010年9月25日・10月1日） - 編集者・吉野 役
- 勇者ヨシヒコと魔王の城 最終話（2011年9月23日） - ゴードン 役
- 水曜ミステリー9「鉄道警察官・清村公三郎7」（2011年10月5日） - 松本聡 役
- まほろ駅前番外地 第2話（2013年1月18日） - 上田 役
- めしばな刑事タチバナ 第2話（2013年4月17日） - 菅野 役
- 孤独のグルメ Season4 第4話（2014年7月30日） - 谷村悠哉 役
- 初森ベマーズ（2015年7月 - 9月） - 運転手 役
- 釣りバカ日誌〜新入社員 浜崎伝助〜 第7話（2015年12月4日） - 羽鳥要介 役
- 潜入捜査アイドル・刑事ダンス（2016年10月 - 12月） - 島崎進 役
- バイプレイヤーズ 〜もしも6人の名脇役がシェアハウスで暮らしたら〜 第6話（2017年2月18日） - 本人（写真） 役
  - バイプレイヤーズ2 〜もしも名脇役がテレ東朝ドラで無人島生活したら〜（2018年2月7日 - 3月7日） - 「朝ドラのキャスト・田中友樹」役の野間口徹（本人） 役[59]
  - バイプレイヤーズ3 〜名脇役の森の100日間〜 第9話（2021年3月6日） - 本人 役
- ドラマ特別企画 堂場瞬一サスペンス「検証捜査」（2017年7月5日） - 酒田誠 役[60]
- 下北沢ダイハード 第3話（2017年7月29日） - 杉田勲 役[61]
- 巨悪は眠らせない 特捜検事の標的（2017年10月4日） - 丹波満 役
- スモーキング 第4話（2018年5月11日） - 太田 役
- ヘッドハンター 第6話（2018年5月21日） - 島崎剛[62]
- GIVER 復讐の贈与者 第5話（2018年8月11日〔10日深夜〕） - 北尾英司 役[63]
- 面白南極料理人 第1話（2019年1月13日、テレビ大阪） - 米山隊員 役[64]
- 死役所 第2話（2019年10月24日） - 荻野貴宏 役[65]
- ハル〜総合商社の女〜 第5話（2019年11月18日） - 寺尾紀之 役[66]
- 絶メシロード 第4話・第9話（2020年2月15日・3月21日） - 池崎 役[67][68]
- DIVE!!（2021年4月15日 - 7月1日） - 坂井久志 役[69]
- 珈琲いかがでしょう 第4話（2021年4月26日） - 菊川貞夫 役[70]
- お茶にごす。（2021年10月8日 - 12月24日） - 縦島洋 役[71]
- よだれもん家族 第5話・第14話・第24話（2022年5月8日・7月10日・9月18日） - 日々川 役
- 法廷のドラゴン 第3話（2025年1月31日） - 浅村市郎 役[72]

#### フジテレビ系
- ワンダフルライフ 第11話（2004年6月22日、フジテレビ）
- 弁護士 灰島秀樹（2006年10月28日、フジテレビ） - 根本強兵 役
- SP 警視庁警備部警護課第四係（2007年11月3日 - 2008年1月26日、フジテレビ） - 田中一郎 役[9]
  - SP 革命前日 Prelude to Episode VI（2011年3月5日、フジテレビ）
- ロス：タイム：ライフ 第7節「極道の妻編」（2008年3月15日、フジテレビ） - 勝矢組・秘書 役
- トリハダ3〜夜ふかしのあなたにゾクッとする話を 第五話「貪欲な愛情に起因する戦慄」（2008年4月2日、フジテレビ） - ビジネスホテルからデリヘルを呼ぶ男 役
- バースデイ〜誕生日におこった4つの物語 第3話「時給850円」（2008年7月21日、関西テレビ） - 梅崎 役
- モンスターペアレント 第8話（2008年8月19日、フジテレビ） - 小池拓実 役
- アベレイジ2「関係者の憂鬱」（2008年10月11日、フジテレビ）
- 新春ドラマスペシャル「福助」（2010年1月4日、東海テレビ） - 検査の係官 役
- フジテレビ開局50周年記念ドラマ「わが家の歴史」（2010年4月10日、フジテレビ） - 黒澤監督の助手 役
- 逃亡弁護士 第1話（2010年7月6日、関西テレビ）
- TOKYO コントロール（2011年、フジテレビNEXT / 2012年、フジテレビ） - 敷島貴志 役
- スクール!! 第2話（2011年1月23日、フジテレビ） - 中嶋幸造 役
- BOSS 2ndシーズン 第3話（2011年5月5日、フジテレビ） - 小堀慶介 役
- ショートピース2「転職」（2011年5月22日、フジテレビ）
- 東野圭吾3週連続スペシャル「11文字の殺人」（2011年6月10日、フジテレビ） - 竹本正彦 役
- 謎解きはディナーのあとで（2011年10月18日 - 12月20日、フジテレビ） - 並木誠一 役
  - 謎解きはディナーのあとで スペシャル（2012年3月27日）
  - 謎解きはディナーのあとで スペシャル 〜風祭警部の事件簿〜（2013年8月2日）
- ラッキーセブン 第6話（2012年2月20日、フジテレビ） - マスター 役
- Dr.検事モロハシ（2012年3月23日、フジテレビ） - 間宮義彦 役
- リーガル・ハイ 第7話（2012年5月29日、フジテレビ） - 認知症専門医 役
- TOKYOエアポート〜東京空港管制保安部〜（2012年10月 - 12月、フジテレビ） - 敷島貴志 役
- ゴーイング マイ ホーム 第6話（2012年11月20日、フジテレビ） - CM監督 役
- あなたの知るかもしれない世界5「生まれた子が夫の子供ではなかったら編」（2013年6月14日、フジテレビ）
- 世にも奇妙な物語 '13秋の特別編「0.03フレームの女」（2013年10月12日、フジテレビ） - 三田村 役
  - ドクターY 外科医・加地秀樹〜遙かなる教授選〜（2018年10月5日）※配信ドラマ「ドクターY 外科医・加地秀樹3」ダイジェスト版
- 金曜プレステージ「外科医 鳩村周五郎13」（2014年7月4日、フジテレビ） - 甲田邦彦 役
- リスクの神様 第6話（2015年8月19日、フジテレビ） - 木村研究室長 役
- 金曜プレミアム アンダーウェア（2015年11月13日 - 12月4日、フジテレビ）
- 桜坂近辺物語 第3夜「近辺3」（2016年3月9日、フジテレビ） - 緑川 役[73][74]
- CRISIS 公安機動捜査隊特捜班（2017年4月 - 6月、フジテレビ） - 樫井勇輔 役[12]
- 隣の家族は青く見える（2018年1月18日 - 3月22日、フジテレビ） - 小宮山真一郎 役[75]
- コンフィデンスマンJP 最終話（2018年6月11日、フジテレビ） - 孫秀波の部下(子犬) 役[76]
- 砂の器（2019年3月28日、フジテレビ） - 藤田太一郎 役
- SUITS / スーツ2 第1話（2020年4月13日、フジテレビ） - 竜崎慎吾 役
- 監察医 朝顔 第16話（2021年3月1日、フジテレビ） - 下井雪人 役[77]
- ラジエーションハウスII〜放射線科の診断レポート〜第2話・第9話・最終話（2021年10月11日・11月29日、フジテレビ） - 渋谷慎一 役
- ゴシップ#彼女が知りたい本当の〇〇（2022年1月6日 - 3月17日、フジテレビ） - 椛谷静司 役[78]
- 元彼の遺言状 第1話 - 第3話（2022年4月11日 - 25日、フジテレビ） - 堂上圭 役[79]
- 魔法のリノベ 第2話（2022年7月25日、関西テレビ・フジテレビ） - 河内享明 役
- PICU 小児集中治療室 第2話 - 最終話（2022年10月17日 - 12月19日、フジテレビ） - 渡辺純 役[80]
- 合理的にあり得ない 〜探偵・上水流涼子の解明〜（2023年4月17日 - 6月26日、関西テレビ） - 椎名保 役[81]
- 風間公親-教場0- 第5話（2023年5月8日、フジテレビ） - 梨多真夫 役[82]
- あなたがしてくれなくても 最終話・特別編（2023年6月22日・29日、フジテレビ） - 瀬田慎之介 役[83]
- うちの弁護士は手がかかる 第6話（2023年11月17日、フジテレビ） - 椿原 役[84]
- あの子の子ども（2024年6月25日 - 9月17日、関西テレビ・フジテレビ） - 川上慶 役[85]
- 全領域異常解決室 第7話 - 最終話（2024年11月20日 - 12月18日、フジテレビ） - 寿正 役[86]
- 波うららかに、めおと日和 最終話（2025年6月26日、フジテレビ） - 寿司屋の大将 役[87]

#### その他
- RUN AWAY GIRL 流れる女 第7・8話（2005年8月、BSフジ）
- T-UP presents サムズアップ!（2011年10月25日 - 12月27日、BSフジ）[注 2]
- 連続ドラマW（WOWOW）
  - 造花の蜜（2011年11月 - 12月） - 山路将彦 役
  - マグマ（2012年6月10日 - 7月8日）
  - 贖罪の奏鳴曲（2015年1月24日 - 2月14日） - 門前隆弘 役
  - 闇の伴走者（2015年4月11日 - 5月9日） - 寺田幹男 役[89]
    - 闇の伴走者〜編集長の条件（2018年3月31日 - 4月28日） - 寺田幹男 役

  - コールドケース 〜真実の扉〜 第3話（2016年11月5日） - 雁部修也 役
  - アキラとあきら（2017年7月 - 9月） - 徳田部長 役
  - トップリーグ（2019年10月5日 - 11月9日） - 深見拓也 役
  - 頭取 野崎修平（2020年1月19日 - 2月16日） - 紅梅勇治郎 役
  - 正体 第2話・第3話（2022年3月19日・26日）- 尾根 役
- フクナガVSヨコヤ（2012年2月24日、BSスカパー!） - LGT事務局幹部・Ψ 役
- マメシバ一郎 フーテンの芝二郎（2012年10月 - 12月、東名阪ネット6ほか） - 仁政一成 役
- TOKUNOSHIMAエアポート 第4話（2012年10月14日、フジテレビONE・フジテレビTWO・フジテレビNEXT） - 敷島貴志 役
- ドラマスペシャル「この世で俺/僕だけ」（2013年3月31日、BSジャパン） - 大隈泰三 役
- 幼獣マメシバ 望郷篇（2014年7月 - 9月、BSフジ・ひかりTV・tvk・テレ玉・IBC・サンテレビ・テレQ ほか） - 仁政一成 役
- 私たちがプロポーズされないのには、101の理由があってだな シーズン2 第13話（2015年11月25日、LaLa TV） - 江上 役
- 名古屋行き最終列車シリーズ（メ〜テレ） - 石川健太 役
  - 名古屋行き最終列車 第4弾 第1話（2016年2月2日）
  - 名古屋行き最終列車2018 第6話・第7話（2018年2月20日・2月27日） - 主演
  - 名古屋行き最終列車2019 第9話（2019年3月19日）
  - 名古屋行き最終列車2022 第4話（2022年2月8日）
- BARレモン・ハート SEASON2 （2016年9月5日、BSフジ） - 杉本 役
- ボクのお年玉はどこ?（2017年1月3日、メ〜テレ）
- 犯罪症候群 Season2（2017年6月11日 - 7月2日、WOWOW） - 梶原智之 役
- 三島由紀夫 命売ります 第9・10話（2018年3月17日・24日、BSジャパン） - 鳴海啓[90]
- 博多弁の女の子はかわいいと思いませんか?（2019年7月19日、FBS福岡放送） - ラーメン店・店主 役[91]
- 有村架純の撮休（2020年3月21日 - 5月9日、WOWOW） - マネージャー 役
- フレンドシップ（2021年11月30日 - 12月28日、BS日テレ） - 青堂船長 役
- アオハライド Season1（2023年9月22日 - 、WOWOW） - 長谷部俊夫 役[92]

### 配信ドラマ
- 敷島★珈琲 バリスタは見た!?（2012年1 - 3月配信、YouTube） - 敷島貴志 役
  - 敷島★珈琲 バリスタはまた見た!?（2012年10月21日配信、YouTube） - 敷島貴志 役
- 危険なカンケイ（2013年7月1日配信、BeeTV）
- アンダーウェア（2015年9月2日配信、Netflix） - SHIKISHIMA COFEEのオーナー 役
- 民王番外編 秘書貝原と6人の怪しい客 第3話（2016年5月6日配信、ビデオパス・テレ朝動画） - 火星から来たと称する謎の男 役
- 婚外恋愛に似たもの 第5話「普通からの卒業」（2016年7月20日配信、dTV） - 山田卓郎 役
- ドクターY〜外科医・加地秀樹〜3（2018年9月15日 - 29日配信、ビデオパス・テレ朝動画） - 鶴田匠 役
- 田中圭24時間テレビ「くちびるWANTED」（2018年12月15日・16日、AbemaTV）
- 新聞記者（2022年1月13日配信、Netflix）- 佐々木哲史 役
- エンジェルフライト 国際霊柩送還士 エピソード6（2023年3月17日、Amazon Prime Video） - 戸部幸一 役
- 御手洗家、炎上する（2023年7月13日、Netflix） - 大沼刑事 役[93]
- ケンシロウによろしく（2023年9月22日 - 、DMM TV） - ヨシトモカタコラス 役[94]
- 僕の愛しい妖怪ガールフレンド（2024年3月22日、Amazon Prime Video） - 四方田英明 役 [95]
- 『てのひらラブストーリー ～婚活五重奏～』「焼き鳥、串から外すか？ 外さないか？」（2024年9月30日・10月7日、YouTube） - 望月 役[96]
- 笑ゥせぇるすまん #9「イン主婦センサー」（2025年8月1日、Amazon Prime Video）[97][98]

### 映画
2000年代
- 1980（2003年12月6日、ケラリーノ・サンドロヴィッチ監督） - レコーディングエンジニア 役
- 容疑者 室井慎次（2005年8月27日、君塚良一監督） - 根本強兵 役
- それでもボクはやってない（2007年1月20日、周防正行監督） - 小倉繁 役
- ALWAYS 続・三丁目の夕日（2007年11月3日、山崎貴監督）
- グミ・チョコレート・パイン（2007年12月22日、ケラリーノ・サンドロヴィッチ監督）
- Sweet Rain 死神の精度（2008年3月22日、筧昌也監督） - 死神 役
- 罪とか罰とか（2009年2月28日、ケラリーノ・サンドロヴィッチ監督） - 編集者D 役
- 蟹工船（2009年7月4日、SABU監督） - 給仕係 役
- わたし出すわ（2009年10月31日、森田芳光監督） - 天草大二郎の付き添い 役
- ゼロの焦点（2009年11月14日、犬童一心監督） - 本多良雄 役

2010年代
- ソラニン（2010年4月3日、三木孝浩監督）
- 恋愛戯曲 〜私と恋におちてください。〜（2010年9月25日、鴻上尚史監督） - テレビ局員 役
- SPシリーズ（波多野貴文監督） - 田中一郎 役
  - SP THE MOTION PICTURE 野望篇（2010年10月30日）
  - SP THE MOTION PICTURE 革命篇（2011年3月12日）
- 武士の家計簿（2010年12月4日、森田芳光監督） - 唐田 役
- お墓に泊まろう!（2010年8月1日、伊藤隆行監督） - 星俊一 役
- 劇場版 神聖かまってちゃん ロックンロールは鳴り止まないっ（2011年4月2日、入江悠監督）
- 神様のカルテ（2011年8月27日、深川栄洋監督） - 信濃医科大学職員 役
- サラリーマンNEO 劇場版（笑）（2011年11月3日、吉田照幸監督） - 東雲寺才五郎 役
- 虚々実実（2012年2月25日、藤澤浩和監督）
- ガール（2012年5月26日、深川栄洋監督）
- トリハダ ‐劇場版‐ 第3話「好奇心から生まれる想像と漆黒」（2012年9月13日、三木康一郎監督） - 良和 役
- 綱引いちゃった!（2012年11月23日、水田伸生監督） - 是永伸治（大分市役所広報課長） 役
- つやのよる ある愛に関わった、女たちの物語（2013年1月26日、行定勲監督）
- 映画 謎解きはディナーのあとで（2013年8月3日、土方政人監督） - 並木誠一 役
- 謝罪の王様（2013年9月28日、水田伸生監督） - マンタン王国皇太子 役
- 陽だまりの彼女（2013年10月12日、三木孝浩監督）
- くじけないで（2013年11月16日、深川栄洋監督）
- ホットロード（2014年8月16日、三木孝浩監督） - 医者 役
- アオハライド（2014年12月13日、三木孝浩監督、東宝）
- この世で俺/僕だけ（2015年1月31日、月川翔監督） - 大隈泰三 役
- くちびるに歌を（2015年2月28日、三木孝浩監督） - コンクールの司会 役
- 日本のいちばん長い日（2015年8月8日、原田眞人監督） - 館野守男 役
- 愛を語れば変態ですか（2015年11月28日、福原充則監督） - おさむ 役[11]
- リップヴァンウィンクルの花嫁（2016年3月26日、岩井俊二監督）
- シン・ゴジラ（2016年7月29日、庵野秀明〈総監督〉、樋口真嗣〈監督・特技監督〉） - 立川始 役[99][6]
- 聖の青春（2016年11月19日、森義隆監督） - 谷川浩司 役
- 疾風ロンド（2016年11月26日、吉田照幸監督） - ホテルのフロント係 役[100]
- 海賊とよばれた男（2016年12月10日、山崎貴監督） - 柏井耕一 役[13][101]
- キセキ -あの日のソビト-（2017年1月28日、兼重淳監督） - 売野 役
- 探偵はBARにいる3（2017年12月1日、吉田照幸監督）
- 坂道のアポロン（2018年3月10日、三木孝浩監督） - 川渕千太郎の父 役[102]
- 北の桜守（2018年3月10日、滝田洋二郎監督） - 木村学 役[103]
- いぬやしき（2018年4月20日、佐藤信介監督） - 医者 役
- 響 -HIBIKI-（2018年9月14日、月川翔監督） - 矢野浩明 役[104]
- 愛唄 -約束のナクヒト-（2019年1月25日、川村泰祐監督） - 副島浩一 役[105]

2020年代
- AI崩壊（2020年1月31日、入江悠監督）[106]
- きみの瞳が問いかけている（2020年10月23日、三木孝浩監督） - 尾崎隆文 役
- 461個のおべんとう（2020年11月6日、兼重淳監督） - 徳永保 役[107]
- サイレント・トーキョー（2020年12月4日、波多野貴文監督） - 謎の探偵 役[108]
- 日本独立（2020年12月18日、伊藤俊也監督） - 昭和天皇 役[109]
- ある用務員（2021年1月29日、阪元裕吾監督） - 深見光男 役[110]
- バイプレイヤーズ 〜もしも100人の名脇役が映画を作ったら〜（2021年4月9日、松居大悟監督） - 本人 役
- あなたの番です 劇場版（2021年12月10日、佐久間紀佳監督） - 細川朝男 役
- アクターズ・ショート・フィルム2「理解される体力」（2022年4月1日、前田敦子監督） - 喫茶店 店長 役
- 今夜、世界からこの恋が消えても（2022年7月29日、三木孝浩監督） - 日野浩司 役[111]
- TANG タング（2022年8月11日、三木孝浩監督） - 佐貫辰巳 役
- ハウ（2022年8月19日、犬童一心監督） - 鍋島史郎 役[112]
- アキラとあきら（2022年8月26日、三木孝浩監督）[113]
- “それ”がいる森（2022年9月30日、中田秀夫監督） - 湯川大輔 役[114]
- ミステリと言う勿れ（2023年9月15日、松山博昭監督） - 赤峰一平 役[115]
- 知らないカノジョ（2025年2月28日、三木孝浩監督）[116]
- ベートーヴェン捏造（2025年9月12日公開予定、関和亮監督） - ミヒャエル・ウムラウフ 役[117]
- 劇場版「緊急取調室 THE FINAL」（2025年12月26日公開予定、東宝） - 酒井寅三 役[118][119][120]

### 配信映画
- 余命一年の僕が、余命半年の君と出会った話。（2024年6月27日、Netflix）[121]

### オリジナルビデオ
- 仮面ライダーシリーズ（東映） - 西堀光也 役
  - シークレット・ミッション type TV-KUN（タイプ・てれびくん） ハンター&モンスター! 超怪盗の謎を追え!（2014年11月）
  - 仮面ライダードライブ シークレット・ミッション type ZERO 第0話 カウントダウン to グローバルフリーズ（2014年12月）
  - 仮面ライダードライブ シークレット・ミッション type TOKUJO（タイプ・特状）（2015年4月）
  - ドライブサーガ 仮面ライダーマッハ / 仮面ライダーハート（2016年11月）

### バラエティー番組ほか
- サラリーマンNEO（NHK総合） - レギュラー
  - Season3（2008年4月6日 - 9月28日）
  - Season4（2009年4月12日 - 9月27日）
  - Season5（2010年4月8日 - 9月16日）
  - Season6（2011年5月10日 - 9月27日）
  - サラリーマンNEOプレゼンツ TVマンNEO（2011年12月30日）
  - サラリーマンNEO ゴールド（2012年6月30日）
- クラシックミステリー 名曲探偵アマデウス（NHK BShi・NHK BS2）
  - 事件ファイル #25「謎の新薬とスパイの涙」（2009年1月） - ピザ屋 兼 スパイ・鈴木ひろし 役
  - 事件ファイル #67「スパイ大作戦？『美女と巨人』」（2010年8月） - 謎の産業スパイ・コードネーム1126 役
- 探偵Xからの挑戦状! 第7回「石田黙のある部屋」（2009年5月、NHK）
- WALKING EYES アルクメデス（2010年、NHK）
- 密室謎解きバラエティー 脱出ゲームDERO!（2011年1月26日、日本テレビ）
- 真夏の夜の経済学（2011年、NHK Eテレ）
- にっぽん原風景紀行（2011年10月、BSジャパン） - 旅人
- NHKスペシャル 職場を襲う“新型うつ”（2012年4月、NHK、ドラマ編） - 精神科の医師 役
- 鶴瓶のスジナシ!（2013年3月13日、CBC） - 不動産屋 役
- AKB48 SHOW!（NHK BSプレミアム） - 不定期出演[13]
  - コント：被害妄想、2013年10月26日 / コント：プレゼント、2013年12月21日 / コント：妄想少女 大場、2014年4月26日・8月9日・2016年4月9日 / ミニドラマ：可愛くてすいません、2015年4月18日 / AKB48 FES 2016 未公開&裏側スペシャル、2016年10月22日
- くりぃむクイズ ミラクル9（テレビ朝日） - 不定期出演
- ワオ（2014年、フジテレビ） - ポックルP 役
- となりのシムラ（2014年12月16日、NHK）
- のんびりゆったり 路線バスの旅スペシャル（2015年1月4日 - 2017年5月5日、NHK総合）
- 歴史秘話ヒストリア（2015年6月24日、NHK） - 松浦武四郎 役
- ココロ部! 第1回（2015年4月3日、NHK Eテレ） - 鈴木 役
- 趣味どきっ!「銭湯 〜ボクが見つけた至福の空間」第6回（2020年3月10日、NHK Eテレ） - 蒸田 役
- 俺達のノープラン×ドライブ（2020年11月28日 、福岡放送）
- きょうの料理（2021年5月21日、NHK） - 料理講師[15][122]
- ぶらり途中下車の旅 横須賀線の旅（2022年10月22日、日本テレビ） - 旅人[123]
- ＃てれふく「おれたち、北九州ホルモン隊！」（2024年7月12日、NHK総合〈九州地区のみ〉）[2]

### 舞台
- RAHMENS PRESENTS GOLDEN BALLS LIVE（2005年）
- 親族代表 THE LIVE「3」（2006年）
- 親族代表「小（りっしんべん）」（2006年）
- ピチチ5「おさびしもの」（2006年）
- ピチチ5「反撃バップ!!（改造）」（2007年）
- 演劇ぶっく社20周年記念公演「レミゼラブ・ル」（2007年）
- トム・プロジェクトプロデュース「狐狸狐狸ばなし」〈再演〉（2007年）
- 親族代表THE LIVE「（発電所）」（2008年）
- シス・カンパニー公演
  - 「瞼の母」（2008年）
  - 「恋のヴェネチア狂騒曲」（2019年）[124]
  - 「カラカラ天気と五人の紳士」（2024年）- 紳士4 役[125]
- 親族代表祭「脱線01」（2008年）
- ちっちゃなエイヨルフ（2009年）
- 「ネジと紙幣」based on 女殺油地獄（2009年）
- 親族代表 THE LIVE「渋々」（2009年）
- DuckSoup produce 2010「透明感のある人間」（2010年）
- Takayuki Suzui Project OOPARTS Vol.1『CUT』（2010年）
- 4 four（2012年）
- ピチチ5「はぐれさらばが"じゃあね"といった」（2013年）
- 親族代表 THE LIVE「第三次性徴期」（2013年）
- KARA・MAP「グッドバイ」（2015年）
- KAAT×PARCOプロデュース「オーランドー」（2017年）[126]
- 劇団普通 新作公演（2025年公演予定）[127]

### テレビアニメ
- HUGっと!プリキュア（2018年、朝日放送テレビ） - 愛崎俳呑 役[128]

### 劇場アニメ
- 映画 えんとつ町のプペル（2020年12月25日公開） - レター15世 役[129]

### ラジオドラマ
- ラジオシアター〜文学の扉（TBSラジオ）
  - 「名人伝」（2012年8月5日・12日）[130]
  - 「ぶな屋敷」（2017年11月26日・12月3日）
  - 「高名な依頼人」（2021年5月23日・30日）
- FMシアター （NHK-FM）
  - 「産後途中下車」（2014年10月25日） - 尾野安夫 役[131]
  - 「レールバイク」（2015年3月28日） - 山本 役[132]
  - 「あいちゃんは幻」（2016年1月30日）[133]
  - 「10トンドライバーのトパーズ」（2020年10月3日） - 鳥屋 役[134]
  - 「コクハラ」（2023年4月8日） - 兼末 役[135]
  - 「JUST A HERO」（2024年11月9日） - 中西修太朗 役[136]
  - 『「ありがとう」と言えるまで』（2025年4月19日） - 荒井大士 役[137]
- 青春アドベンチャー （NHK-FM）
  - 「七帝柔道記」（2016年5月30日 - 6月10日）[138]
  - 「あたふたオペラ『からめん』」（2022年8月1日 - 5日） - 森 役[139]
- 百田夏菜子とラジオドラマのせかい（2022年5月6日 - 27日、ニッポン放送） - マンスリーゲスト[140]

### CM
- 明治乳業「おいしい牛乳」（おいしい理由・牧場見学篇）
- 東京海上日動（Baby's talk篇）ナレーション
- アップガレージ （2007年）
- ジョンソン・エンド・ジョンソン/ニコレット・「出張」篇 （2007年）
- エレクトロニック・アーツ/シムシティDS2 〜古代から未来へ続くまち〜 （2008年）
- 明星食品/一平ちゃん （2008年）
- ケンタッキーフライドチキンGO!GO!Campaign（2008年）
- マリエール（2008年）
- ミンティア（2009年）
- カロヤンアポジカ（2010年）
- KDDI ECO!「グリーンロードプロジェクト」〜取材中篇〜（2010年）
- Gulliver（2012年）
- 興和（コルゲンコーワIB錠TX）
- Sansan「クラウド名刺管理サービス」（2013年8月 - ）[141]
- ガンダムコンクエスト（2016年）
- ダイハツムーヴキャンバス「置きラクレイアウト」篇（2016年）
- 日清食品/ラ王「食べたい男 売り場」篇（2015年
- ヤクルト本社/ヤクルト400「ヤクルトレディ」（2019年4月 - ）検察官役[142]
- ひぐちグループ (2019年 - )
- キリンビール「一番搾り」（2021年4月 - ）[143]
- アフラック生命保険「医療保険EVERシンプル」（2024年2月 - ）[144]

### ミュージック・ビデオ
- いきものがかり「笑顔」（2013年）
- ASIAN KUNG-FU GENERATION「エンパシー」（2021年）